# Détachement d'armée A (Wehrmacht)

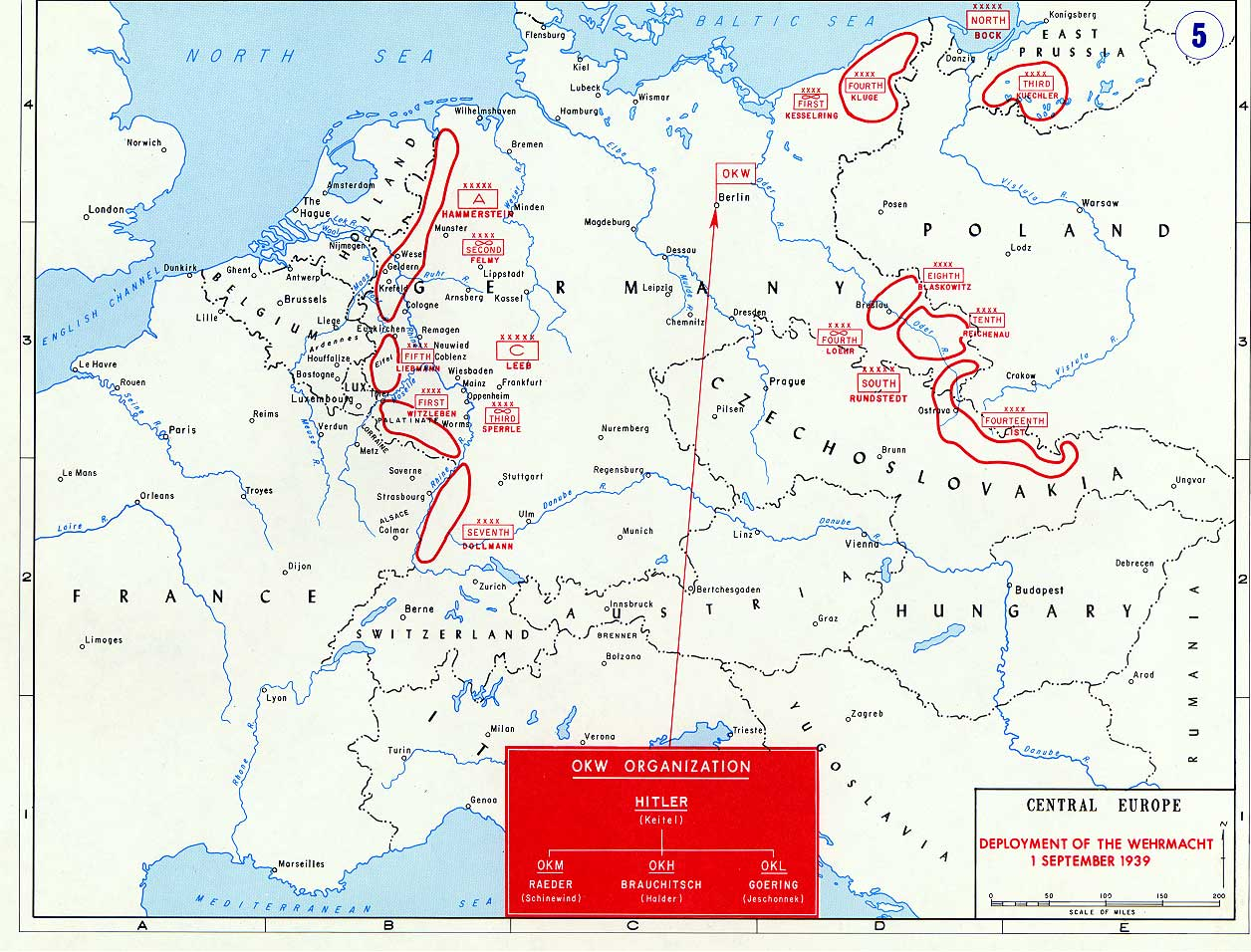
Situation du détachement d'armée A au 1er septembre 1939.

Le détachement d'armée A (Armee-Abteilung A en allemand) est un détachement d'armée  de la Heer (l'armée de terre de la Wehrmacht) lors de la Seconde Guerre mondiale.
Il a existé en septembre et octobre 1939.

## Histoire
Le détachement d'armée A est activé le 10 septembre 1939. Sa mission est de protéger la frontière entre l'Allemagne et les Pays-Bas et une partie de la frontière belge ainsi que d'améliorer les fortifications dans ces régions. Son quartier général est installé à Cologne. Il fait partie du Heeresgruppe C.

## Organigramme
Troupes organiques du détachement d'armée A
- Armee-Nachrichten-Abt. 540

Unités sous le commandement du détachement d'armée A
| Date                     | Unités                                                                               |
| ------------------------ | ------------------------------------------------------------------------------------ |
| Septembre - octobre 1939 | - Kommandantur der Befestigungen Niederrhein - 27e corps d'armée - 30e corps d'armée |

## Dissolution
L'unité est dissoute le 3 octobre 1939, son état-major sert à former le « Grenzabschnitt-Kommandos Süd » en Pologne occupée.

## Organisation

### Commandant
| Date                             | Grade                  | Commandant           |
| -------------------------------- | ---------------------- | -------------------- |
| 10 septembre - 21 septembre 1939 | General der Infanterie | Kurt von Hammerstein |

## Référence
1. ↑  Georg Tessin. Verbände und Truppen der Deutschen Wehrmacht und Waffen-SS im Zweiten Weltkrieg 1939–1945. vol. 14, p. 167.